# Malefic Time: Apocalypse
Malefic Time: Apocalypse är ett musikalbum av spanska progressiv metal-bandet Avalanch, vilket släpptes år 2011. Med detta musikalbum hade bandet till uppdrag att skapa bakgrunds-musiken till en tidnings-serie med samma namn, skapad av spanska fantasykonstnären Luis Royo och hans son Rómulo Royo.

## Låtlista
1. "Malefic Time: Apocalypse" – 4:05
2. "Baal" – 4:37
3. "La Augur" – 4:49
4. "Lost in Saint Patrick" (instrumental) – 4:26
5. "In the Name of God" – 5:39
6. "New York Stoner" – 3:51
7. "Spread Your Wings" – 4:15
8. "Marduk" – 2:38
9. "Apocalyptic Dream" (instrumental) – 4:52
10. "Lilith" – 3:28
11. "Voices from Hell" – 3:40
12. "9th Snake" (instrumental) – 2:21
13. "Soum"s Death" (instrumental) – 1:22

Text & musik: Alberto Rionda

## Medverkande
Musiker (Avalanch-medlemmar)
- Alberto Rionda – sologitarr
- Ramón Lage – sång
- Dany León – rytmgitarr
- Francisco Fidalgo – basgitarr
- Marco Álvarez – trummor
- Chez García – keyboard

Bidragande musiker
- Tony Almont – sång (spår 6)

Produktion
- Alberto Rionda – producent, ljudtekniker, ljudmix, mastering
- Luis Royo, Romulo Royo – omslagsdesign, omslagskonst